# Dekanat Ciężkowice
Dekanat Ciężkowice, dekanat ciężkowicki – dekanat w diecezji tarnowskiej.
Jednostka powstała dnia 26 marca 1992 roku, została wydzielona wtedy m.in. z dekanatu bobowskiego tworząca sama oddzielną agendę.
Dziekanem dekanatu ciężkowickiego jest ks. Jan Zając, proboszcz parafii (i kustosz sanktuarium) w Ciężkowicach, a wicedziekanem ks. Andrzej Mirek, proboszcz parafii Gromnik.
Na terenie dekanatu znajdują się dwa kościoły sanktuaryjne: w Ciężkowicach – sanktuarium Pana Jezusa Miłosiernego z łaskami słynącym obrazem Pan Jezusa oraz w Bruśniku – sanktuarium Matki Bożej Wniebowziętej (Bruśnickiej) z łaskami słynącym obrazem Matki Bożej.

## Parafie wchodzące w skład dekanatu
- Bruśnik – Parafia Najświętszej Maryi Panny Wniebowziętej w Bruśniku
- Bukowiec – Parafia Niepokalanego Serca Najświętszej Maryi Panny w Bukowcu
- Chojnik – Parafia Najświętszej Maryi Panny Częstochowskiej w Chojniku
- Ciężkowice – Parafia Pana Jezusa Miłosiernego i św. Andrzeja Apostoła w Ciężkowicach
- Gromnik – Parafia Najświętszej Maryi Panny Królowej w Gromniku
- Jastrzębia – Parafia św. Bartłomieja Apostoła w Jastrzębi
- Rzepiennik Biskupi – Parafia Najświętszej Maryi Panny Wniebowziętej w Rzepienniku Biskupim
- Rzepiennik Strzyżewski – Parafia Miłosierdzia Bożego w Rzepienniku Strzyżewskim
- Turza – Parafia św. Katarzyny PM w Turzy
- Zborowice – Parafia św. Marii Magdaleny w Zborowicach